# Live in Australia with the Melbourne Symphony Orchestra
Live in Australia with the Melbourne Symphony Orchestra é um álbum ao vivo de Elton John e Orquestra Sinfônica de Melbourne gravado no Sydney Entertainment Centre em 14 de dezembro de 1986. O concerto foi o último de uma série de concertos feito ao longo dos últimos dois meses de 1986. Os concertos eram divididos em duas partes: a primeira mostrava Elton e sua antiga banda, enquanto a segunda parte mostrava Elton, a banda, e os oitenta e oito membros da Orquestra Sinfônica de Melbourne. O álbum apresenta a maior parte das músicas gravadas na segunda metade do show, excluindo as faixas "Saturday Night's Alright for Fighting", "Carla / Etude", "Cold ay Christmas (In the Middle of the Year)" e "Slow Rivers". Este foi o último álbum de Elton antes de sua cirurgia na garganta ocorrida no dia 5 de janeiro de 1987.

## Parte 1 com a banda
1. "Intro"
2. "One Horse Town"
3. "Rocket Man"
4. "The Bitch Is Back"
5. "Daniel"
6. "Medley: A Song For You/Blue Eyes/I Guess That's Why They Call It the Blues"
7. "Bennie and the Jets"
8. "Band Introduction"
9. "Heartache All Over The World"
10. "Sad Songs (Say So Much)"
11. "This Town"
12. "I'm Still Standing"

## Parte 2 com a Orquestra Sinfônica de Melbourne
1. "Sixty Years On"
2. "I Need You to Turn To"
3. "The Greatest Discovery"
4. "Tonight"
5. "Sorry Seems To Be The Hardest Word"
6. "King Must Die"
7. "Cold As Christmas (In The Middle Of The Year)"
8. "Take Me To The Pilot"
9. "Carla/Etude"
10. "Tiny Dancer"
11. "Have Mercy On The Criminal"
12. "Thank You's Of The "Tour De Force"
13. "Slow Rivers"
14. "Madman Across The Water"
15. "Don't Let The Sun Go Down On Me"
16. "Candle In The Wind"
17. "Burn Down The Mission"
18. "Your Song"
19. "Saturday Night's Alright For Fighting"

Todas as faixas compostas por Elton John e Bernie Taupin

## Faixas

### Lado 1
1. "Sixty Years On"  – 5:41
2. "I Need You to Turn To"  – 3:14
3. "The Greatest Discovery"  – 4:09
4. "Tonight"  – 7:44

### Lado 2
1. "Sorry Seems to Be the Hardest Word"  – 3:58
2. "The King Must Die"  – 5:21
3. "Take Me to the Pilot"  – 4:22
4. "Tiny Dancer"  – 6:36

### Lado 3
1. "Have Mercy on the Criminal"  – 5:50
2. "Madman Across the Water"  – 6:38
3. "Candle in the Wind"  – 4:10

### Lado 4
1. "Burn Down the Mission"  – 5:49
2. "Your Song"  – 4:04
3. "Don't Let the Sun Go Down on Me"  – 6:03